# Nátus

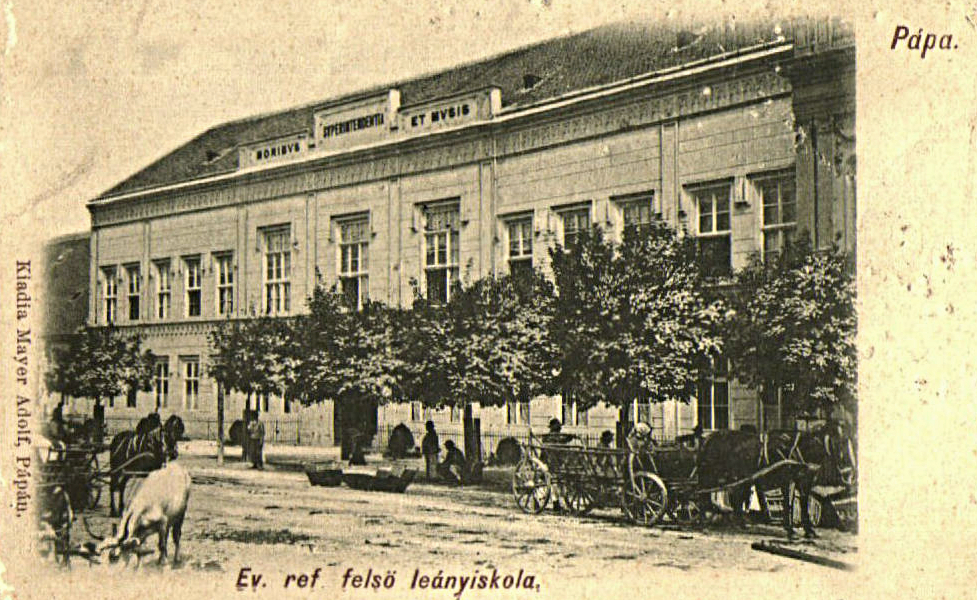
A 19. századi Nátus egy korabeli levelezőlapon

A Pápai Református Kollégiumhoz tartozó Nátus neogótikus épülete Pápán, a Március 15. téren, a református templommal szemben áll. Ma a Teológiai Akadémiának és a Dunántúli Református Egyházkerület Levéltárának ad otthont. Neve a diákzsargonból származik: az internátus szóból rövidült le, ugyanis a diákok szállása is az épületben volt.
Az adászteveli száműzetésből 1784-ben visszatért és felvirágzó kollégium a 19. század közepére kinőtte belvárosi épületét. Az új iskola helyének az alsóvárosi Hosszú utca piactéri részét szemelték ki. Mivel a kollégium súlyos anyagi gondokkal küszködött, az építkezés évekig elhúzódott: az új iskola 1857-re épült fel, itt tartották ünnepélyes keretek között az első érettségi vizsgát Pápán. Az ekkor még a mainál jóval kisebb, egyemeletes épület homlokzatára Tarczy Lajos természettanár javaslatára a Superintendentia moribus et musis (Az egyházkerület az erkölcsöknek és a múzsáknak) felirat került. Bár az egyre bővülő iskola az ókollégiumot továbbra sem nélkülözhette, az intézmény oktatási központja negyven évre az akkoriban újkollégiumnak nevezett épület lett. Itt tartották óráikat a kollégium nagy tanárai, köztük Tarczy, Bocsor István, Vály Ferenc és Kerkapoly Károly, aki az építkezés irányítója is volt.
A század végére ez az épület is szűknek bizonyult a fejlődő iskola számára, ezért az 1895-ben átköltözött a tér másik oldalán álló mai épületébe. A Nátus ezután internátusként, a diákok szállásaként szolgált. A századforduló után kapott új funkciót: 1901-ben az épülethez hozzátoldottak egy szárnyat, és ez év szeptemberében kezdte meg működését a Dunántúli Református Egyházkerület Nőnevelő Intézete, nem a kollégium szervezetén belül, de azzal szellemi közösségben. 1912 októberére készült el a második emelet, ezzel a Nátus elnyerte mai formáját. Ekkor összesen 277 diák tanult a Nőnevelő három tagozatán: a polgári iskolában, a líceumban és a tanítóképzőn.
1944. október 29-én Rajniss Ferenc, a Szálasi-kormány vallás- és közoktatásügyi minisztere elrendelte az ország minden tanintézetében a tanítás beszüntetését és az épületek hadicélokra való átengedését. 1945 márciusában a szovjet Vörös Hadsereg birtokba vette a Nátus épületét és katonákat szállásolást el benne, így, bár a háború végeztével újraindulhatott az iskola, a Nőnevelde előbb a református templomban, majd a gimnázium épületében volt kénytelen folytatni a tanítást. 1947 júliusában az egyházkerület visszakapta a megrongálódott, kifosztott épületet, de csak egyetlen tanévre: 1948-ban államosították a Nőnevelő Intézetet, majd összevonták a Jókai úti Állami Tanítóképzővel. A Nátusban ezután lakásokat alakítottak ki.
Az egyház 1997. december 31-én kapta vissza a rendkívül rossz állagú épületet a kárpótlási törvény alapján. Felújítását, ami 1999 és 2006 között több lépésben ment végbe, az egyházkerület saját forrásaiból finanszírozta, de kaptak állami támogatást és kölcsönt is vettek fel. Az újraindult Református Teológia 2000 szeptemberében költözött vissza az épületbe.